# Santa Maria della Purità in Borgo
Santa Maria della Purità in Borgo era uma capela que ficava localizada numa pequena viela para o norte do Borgo Nuovo, a via que deu lugar para a a construção da Via della Conciliazione, no rione Borgo de Roma. Era dedicada a Virgem Maria sob o título de "Nossa Senhora da Pureza". Foi demolida por volta de 1936 durante as obras de abertura da nova via.

## História

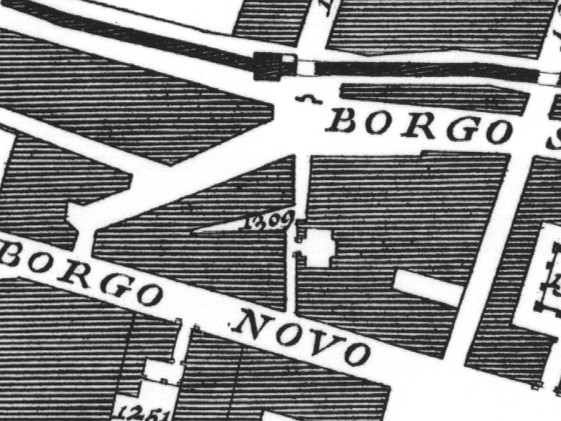
O Vicolo della Purità no centro e o local da igreja à direita da via, no meio do quarteirão.

Acredita-se que o local onde a capela ficava era originalmente onde estava a antiga igreja de San Sebastiano in Via Pontificum, uma igreja que, segundo os relatos, já estava em ruínas no pontificado do papa Pio V (r. 1566-1572). A Via Pontificum era o nome antigo do Borgo Nuovo. A capela propriamente dita foi construída em 1591 e dedicada a São Sebastião (o que reforça a tese) para uso da Confraternità del Santissimo Sacramento. Esta, por sua vez, havia sido fundada por leigos piedosos da região para ajudar na veneração ao Santíssimo Sacramento, especialmente nas procissões e nas visitas aos enfermos. A lenda de fundação era de que um padre estava levando o Santíssimo a uma enferma e a vela que o acólito que o acompanhava apagou, o que obrigou-o a ir até uma loja nas imediações para conseguir uma nova. A situação foi considerada escandalosa na época e a confraria foi fundada para garantir que o Sacramento não passasse por um vexame semelhante no futuro.
Em 1601, a confraria se mudou da Capela do Santíssimo Sacramento na vizinha igreja de San Giacomo a Scossacavalli, que eles mesmos haviam construído. A capela passou para o Collegio dei Caudatari dei Cardinali, que a rededicou a Nossa Senhora da Pureza depois de colocar um ícone da padroeira no altar. Um caudatario era um funcionário cerimonial que segurava partes das vestes dos prelados para que não arrastassem pelo chão. A guilda, porém, não cuidou bem da capela e ela estava em péssimo estado em 1897, o que fez com que o ícone fosse levado para a vizinha Santa Maria in Transpontina e com que o edifício fosse desconsagrado. A partir daí, a estrutura passou a servir de depósito até que toda a viela e seus edifícios fossem demolidos em 1938 durante as obras de abertura da Via della Conciliazione; um quarteirão moderno de frente para a nova via foi construído sobre o terreno.

## Descrição
A capela ficava do lado direito de uma viela muito estreita chamada Vicolo della Purità, que corria para noroeste a partir de um ponto no Borgo Nuovo próximo do atual canto esquerdo do Palazzo dei Convertendi, que foi demolido e reconstruído na posição atual. Ela seguia até chegar na Via dei Corridori, desembocando entre as esquinas desta com a Via Rusticucci e o Vicolo delle Palline. Mais ou menos na metade deste Vicolo della Purità, o caminho se inclinava para a direita passando através de um arco bem apertado antes de retomar o curso anterior. A entrada da capela ficava para a direita deste arco. A planta tinha o formato retangular com uma pequena abside de mesmo formato.
O local atualmente está bem no meio do quarteirão para oeste do Palazzo dei Convertendi e é inacessível a partir da rua. Não há informações sobre como era o interior.